# Roman Celentano
Roman Marcello Celentano (ur. 14 września 2000 w Naperville) – amerykański piłkarz występujący na pozycji bramkarza, od 2022 roku zawodnik FC Cincinnati.